# Lotteri
Lotteri er et spil, hvor tilfældet afgør, hvem der vinder, eksempelvis ved lodtrækning, lykkehjul, bingospil, automatspil, roulettespil og terningsspil. De fleste lotterier går ud på at vinde penge eller ting, såkaldt hasardspil.

## Traditionelle lotterier
De traditionelle lotterier, der fortsat er almindelige ved foreningsleder etc. bygger på, at man køber et lod, hvorefter gevinst enten gives umiddelbart baseret på loddets nummeret eller i en trækning, der finder sted, når lodderne er solgt. Det findes altid flere lodder end gevinster. Lodder uden gevinst kaldes nitter.
Lodderne kan sælges via en tombola eller ved en lodring. På en lodring sidder lodderne i form af sammenrullet papir, hvor køberen køber den ene del af loddet, hvor efter den anden del (med samme lodnummer) sidder tilbage på ringen. Salg af lodder er ofte anvendt inden for idrætsforeninger, blandt skoleklasser, der samler penge ind og på markeder og forlystelsesparker. Ofte sker salget ved en lotteristand. 

## Klassisk historie
De første registrerede tegn på et lotteri er kenoklip fra det kinesiske Han-dynasti mellem 205 og 187 f.Kr. Disse lotterier menes at have bidraget til at finansiere større regeringsprojekter som Den Kinesiske Mur. Fra den kinesiske "Sangbogen" (2. årtusinde f.Kr.) kommer en henvisning til et hasardspil som "tegning af træ", som i kontekst synes at beskrive lodtrækningen.
De første kendte europæiske lotterier blev afholdt under det romerske imperium, hovedsageligt som en underholdning ved middagsfester. Hver gæst modtog en billet, og præmierne bestod ofte af smarte genstande som f.eks. Servise. Hver billetindehaver ville være sikker på at vinde noget. Denne type lotteri var dog ikke mere end uddelingen af gaver af velhavende adelsmænd under de saturnaliske festligheder. De tidligste registreringer af et lotteri, der tilbyder billetter til salg, er lotteriet arrangeret af den romerske kejser Augustus Caesar. Midlerne var til reparationer i Rom, og vinderne fik priser i form af artikler af ulige værdi.

## Middelalderens historie
De første optagede lotterier, der tilbød billetter til salg med præmier i form af penge, blev afholdt i de lave lande i det 15. århundrede. Forskellige byer havde offentlige lotterier for at skaffe penge til byens befæstninger og hjælpe de fattige. Byregistreringerne Gent, Utrecht og Brugge viser, at lotterier kan være endnu ældre. En rekord dateret 9. maj 1445 på L'Ecluse henviser til indsamling af midler til opførelse af mure og byfæstninger med et lotteri på 4.304 billetter og samlede præmiepenge på 1737 floriner (værd omkring US $ 170.000 i 2014). I det 17. århundrede var det ganske almindeligt i Holland at organisere lotterier for at indsamle penge til de fattige eller for at skaffe midler til en bred vifte af offentlige anvendelser. Lotterierne viste sig at være meget populære og blev hyldet som en smertefri form for beskatning. Den hollandske statsejede Staatsloterij er det ældste lotteri, der kører. Det engelske ord lotteri er afledt af det hollandske substantiv "lot", der betyder "skæbne".
Det første optagede italienske lotteri blev afholdt den 9. januar 1449 i Milano arrangeret af Den Gyldne Ambrosianske Republik for at finansiere krigen mod Republikken Venedig. Det var imidlertid i Genova, at Lotto blev meget populær. Folk plejede at satse på navnet på medlemmer af Great Council, som tilfældigt blev trukket, fem ud af halvfems kandidater hver sjette måned. Denne form for spil blev kaldt Lotto eller Semenaiu. Når folk ønskede at satse oftere end to gange om året, begyndte de at erstatte kandidaternes navne med tal, og moderne lotto blev født, hvortil både moderne lovlige lotterier og det ulovlige Numbers-spil kan spore deres herkomst.